# 裴長才
裴长才（?—?），隋末起义军领袖。
613年，裴长才率众二万杀到章丘城下掠夺。张须陀来不及集合军队，只带领五名骑兵作战。张须陀被包围百余重，身中数创，仍奋勇迎战。城里官军正好赶到，裴长才稍稍退却，张须陀督军攻击，裴长才等败走。